# Харви Кушинг
Харви Вилијамс Кушинг (8. април 1869 – 7. октобар 1939) био је амерички неурохирург, патолог, писац и технички цртач. Као пионир хирургије мозга, сматра се првим искључивим неурохирургом и првом особом која је описала Кушингову болест. Написао је тротомну биографију лекара Вилијама Ослера.

## Рани живот и образовање
Харви Кушинг је рођен у Кливленду, Охајо. Његови родитељи били су Елизабет Марија „Бетси М.“ Вилијамс (сестра Едварда и Чарлса Вилијамса) и Хенри Кирк Кушинг, лекар чији су преци дошли у Хингам, Масачусетс, као пуританци у 17. веку. Харви Кушинг, који је припадао четвртој генерацији лекара коју је основао његов прадеда, др Дејвид Кушинг (1768–1814), био је најмлађе од десеторо деце.
Као дете, похађао је Кливлендску школу за мануелну обуку, која је подстакла његово интересовање за науку и медицину. Фокус школе на експерименталну наставу и приступ заснован на физици одиграо је значајну улогу у усмеравању Кушинга ка каријери хирурга. Програм за развој мануелне спретности такође је допринео његовом каснијем успеху у хирургији.
Дипломирао је 1891. године на Универзитету Јејл, где је био члан друштава Scroll and Key и Delta Kappa Epsilon. Медицинске студије наставио је на Харвардском медицинском факултету, где је 1895. године стекао звање доктора медицине. Приправнички стаж је завршио у Општој болници у Масачусетсу, а затим је био на специјализацији из хирургије под менторством пионирског хирурга Вилијама Стјуарта Халстеда у болници Џонс Хопкинс у Балтимору.
Након тога, обучавао се у неурохирургији у иностранству код Емила Теодора Кохера у Берну и Чарлса Скота Шерингтона у Ливерпулу.

## Каријера
Харви Кушинг је започео каријеру у приватној клиници у Балтимору. Током свог рада са Кохером, први пут је открио Кушингов рефлекс, који описује однос између крвног притиска и интракранијалног притиска. Са 32 године, постављен је за доцента хирургије у болници Џонс Хопкинс и добио је потпуну одговорност за случајеве операција централног нервног система. Написао је бројне монографије о хирургији мозга и кичмене мождине и дао значајан допринос у бактериологији. Заједно са Кохером, спровео је истраживање интрацеребралног притиска, а са Шерингтоном је допринео локализацији можданих центара.
У Балтимору је развио методу операције уз локалну анестезију, а његов рад о њеној примени код херније донео му је углед у Европи. Године 1911. постављен је за главног хирурга у болници Питер Бент Бригам у Бостону. Од 1912. постао је професор хирургије на Медицинском факултету Харварда. Године 1913. проглашен је почасним чланом Краљевског хируршког колеџа у Лондону (F.R.C.S. London), а 1914. изабран је за члана Америчке академије уметности и наука.
Године 1915, на Клиничком конгресу хирурга у Бостону, демонстрирао је могућност утицаја на раст операцијом хипофизе. За свој допринос медицини, 1924. године добио је Камеронову награду за терапију на Универзитету у Единбургу.

### Први светски рат
Након уласка Сједињених Америчких Држава у Први светски рат, Кушинг је 5. маја 1917. године добио чин мајора у Медицинском корпусу америчке војске. Био је директор америчке базне болнице придружене Британском експедиционом корпусу у Француској. Такође је служио као шеф хируршке јединице у француској војној болници у близини Париза. Током боравка у Француској, Кушинг је експериментисао са употребом електромагнета за вађење металних фрагмената шрапнела из мозга. У новембру 1917. године, Филдмаршал Даглас Хејг га је споменуо у званичном војном извештају.
Дана 6. јуна 1918. године унапређен је у потпуковника и постављен за вишег консултанта за неурохирургију у Америчким експедиционим снагама у Европи. Почетком октобра исте године, док је био у Француској, оболео је од онога што је назвао grippe, што је највероватније био шпански грип, од ког се никада није у потпуности опоравио. Дана 23. октобра 1918. године унапређен је у пуковника. У том својству лечио је поручника Едварда Ривера Ослера, који је смртно рањен током Битке код Пашендала. Поручник Ослер био је син угледног лекара Вилијама Ослера.
Кушинг се у фебруару 1919. године вратио у Сједињене Државе и отпуштен је из војне службе 9. априла 1919. године. Године 1923. америчка војска му је доделила Орден за изузетне заслуге (Distinguished Service Medal).

### Каснија каријера
Кушинг је аутор биографије Life of Sir William Osler (Лондон, Оксфордски универзитет, 1925. године), за коју је освојио Пулицерову награду.
Од 1933. до 1937. године, када се пензионисао, радио је на Медицинском факултету Универзитета Јејл као професор неурологије.

## Лични живот
Кушинг се оженио својом пријатељицом из детињства из Кливленда, Кетрин Стоун Кровел (1870–1949), унуком конгресмена из Охаја, Џона Кровела, 10. јуна 1902. године. Имали су петоро деце, укључујући три ћерке познате по својој лепоти, колективно назване „сестре Кушинг“:
- Вилијам Харви Кушинг (1903–1926) – погинуо у саобраћајној несрећи док је био студент на Универзитету Јејл.
- Мери Бенедикт „Мини“ Кушинг (1906–1978) – удала се за Винсента Астора, а касније за Џејмса Витнија Фосбурга.[19]
- Бетси Кушинг (1908–1998) – удала се за Џејмса Рузвелта, а потом за Џона Хеја Витнија.[20]
- Хенри Кирк Кушинг (1910–1983) – оженио се Марџори Естабрук 1936. године.[21]
- Барбара „Бејб“ Кушинг (1915–1978) – супруга Стенлија Графтона Мортимера, а касније Вилијама С. Пејлија.[22]

Кушинг је преминуо 7. октобра 1939. године у Њу Хејвену, Конектикат, од компликација након срчаног удара. Сахрањен је на гробљу Лејк Вју у Кливленду. Обдукција је открила да је његов мозак имао колоидну цисту треће коморе.

## Наслеђе
Почетком 20. века, Кушинг је развио многе основне хируршке технике за операције на мозгу. То га је успоставило као једног од водећих стручњака у овој области. Под његовим утицајем, неурохирургија је постала нова и аутономна хируршка дисциплина.
Значајно је побољшао стопу преживљавања пацијената након тешких операција мозга због интракранијалних тумора.
Кушинг је користио рендген за дијагностиковање тумора мозга и електричне стимулусе за проучавање људског сензорног кортекса. Био је водећи светски учитељ неурохирурга током првих деценија 20. века.
Његов, можда највећи допринос, била је увођење мерења крвног притиска у Северној Америци. Приликом посете италијанском лекару Шипионеу Рива-Рочију, Кушинг је био задивљен његовим неинвазивним начином мерења артеријског притиска. Године 1896, Рива-Рочи је развио зидни живини манометар повезан са надуваном манжетном, која је мерила притисак потребан за компресију артеријског систолног притиска. Кушинг је донео пример овог сфигмоманометра у Сједињене Америчке Државе, чиме је мерење крвног притиска постало витални знак у медицини. Употреба овог уређаја брзо се проширила широм Сједињених Држава и западног света, директним доприносом Кушинга. Уређај је остао у употреби све док руски лекар Николај Коротков 1905. године није додао мерење дијастолног притиска, откривши чувене „Коротковљеве звукове“, и представио побољшани сфигмоманометар са мањим, округлим манометром.
Кушингово име најчешће се повезује са његовим најпознатијим открићем – Кушинговом болешћу. Године 1912. описао је ендокринолошки синдром узрокован неправилним радом хипофизе, који је назвао „полижлездени синдром“. Своја открића објавио је 1932. године у раду The Basophil Adenomas of the Pituitary Body and Their Clinical Manifestations: Pituitary Basophilism.
Био је члан бројних академија и добитник престижних награда:
- Изабран је у Америчку академију уметности и наука 1914. године[26]
- Постао је члан Националне академије наука САД 1917. године[27]
- Добитник је Пулицерове награде за биографију 1926. године за књигу о животу сер Вилијама Осла.[28]
- Године 1930. добио је Листерову медаљу за допринос хируршким наукама, а у оквиру награде одржао је предавање на Краљевском колеџу хирурга у Енглеској.[29][30]
- Постао је члан Америчког филозофског друштва 1930. године[31]
- Изабран је у Краљевску шведску академију наука 1934. године[32]
- Постао је члан Краљевског друштва у Лондону 1934. године[32]
- Био је председник Друштва за историју науке 1934. године[33]
- Био је кандидат за Нобелову награду за физиологију или медицину најмање 38 пута.[34]
- У његову част, током Другог светског рата један брод класе Liberty Ship добио је име SS Harvey Cushing. Такође, Cushing General Hospital (данас Cushing Memorial Park) у Фрејмингему, Масачусетс, носи његово име.
- Општа болница Кушинг у Фрејмингему, Масачусетс, носи његово име.
- Године 1988. америчка пошта издала је поштанску марку од 45 центи у његову част, као део серије Great Americans.[35]

Кушинг је развио многе хируршке инструменте који се и данас користе, од којих су најпознатији Кушингове пинцете (Cushing forceps) и Кушингова вентрикуларна канила (Cushing ventricular cannula). Пинцете су дизајниране за држање дебелих ткива током кранијалних операција, док се канила користи за улазак у мождане коморе ради одвођења цереброспиналне течности. Током Првог светског рата, радећи са Харвардском медицинском јединицом у Француској, развио је хируршки магнет за вађење шрапнела из глава рањених војника.
Медицинска библиотека Харви Кушинг/Џон Хеј Витни на Универзитету Јејл садржи богате збирке из области медицине и историје медицине. Велики удео у организовању Кушингових ретких књига, као и донација Џона Ф. Фултона и Арнолда К. Клебса, имала је његова дугогодишња лична секретарица Меделин Стентон.
Године 2005, библиотека је објавила делове своје колекције онлајн, укључујући Питер Паркер колекцију, која садржи гравуре портрета и 83 уљане слике из средине 19. века кинеских пацијената са туморима, које је израдио уметник Лам Ква. Такође је дигитализована биографија Харвија Кушинга коју је написао Џон Ф. Фултон. Године 2010, Јејл је изложио Кушингову збирку узорака мозгова.
Поред тога, његови лични списи и документи налазе се у Националној медицинској библиотеци.

### Обучени под Кушингом
- Волтер Данди, први педијатријски неурохирург и творац пнеумоенцефалографије[39]
- Лео М. Давидоф, оснивач Катедре за неурохирургију на Медицинском факултету Алберт Ајнштајн[40]
- Норман Дот[41]
- Луиза Ајзенхарт, неуропатолог и куратор Кушинговог регистра тумора мозга са више од 2000 узорака[42]
- Вајлер Пенфилд, пионир неурохирургије и оснивач Монреалског неуролошког института[43]

## Одабране публикације
- The Pituitary Body and its Disorders (1912)[44]
- Tumours of the Nervus Acusticus (1917)[45]
- Tumors Arising from the Blood-vessels of the Brain (1928)[46]
- Consecratio Medici and other papers (1928)[47]
- From a surgeon's journal, 1915–1918 (1936)[48]
- The Medical Career (1940)[49]
- A Visit to Le Puy-En-Velay (1945)[50]